# Ármaðr
El ármaðr (pl. ármenn, se puede traducir como «sirviente» o «mensajero» ) designaba originalmente a un mayordomo o alguacil del rey que administraba las propiedades reales en la Noruega medieval y las de los jarls en las Órcadas. La figura tenía sus raíces en la sociedad secular. En contextos seculares, un ármaðr podía funcionar como administrador de una propiedad real. Las funciones a desempeñar, se citan principalmente en códices de leyes del Gulating. El perfil de un ármaðr era generalmente alguien de baja cuna puesto al servicio del rey, similar a los bryti o lænsmaþer en las antiguas leyes de Suecia. Se ha sugerido que los ármenn eran esclavos, aunque esto es un tema de debate, ya que hay poca evidencias disponibles. En cualquier caso, ellos, junto con los lendir menn (hombres a los que el rey les había dado tierras), a menudo estaban en conflicto con la nobleza local cuyos intereses rivalizaban con los del rey o el obispo. 

## Funciones
Þorvalds þáttr víðförla y Saga de Kristni son dos escritos medievales donde se menciona que antiguamente en la Mancomunidad Islandesa un ármaðr (hombre de la cosecha) o spámaðr (hombre de la roca) era un tipo de chamán que expulsaba espectros y entidades perniciosas asperjando agua bendita sobre las piedras.
Con el tiempo asumió funciones como representante local del rey, dotado del poder de actuar en nombre de la corona en asuntos administrativos y judiciales. Se esperaba que los ármenn albergaran al rey y al obispo durante sus viajes y estaban a cargo de casi toda la administración local. En estas últimas funciones también se le llamaba erendreki, aunque esto puede referirse a un servidor separado de los menesteres reales. También puede haber habido cierta superposición entre los deberes de un ármaðr y los del umboðsmaðr o lénsmaðr. Los obispos y prebostes más tarde tuvieron ármenn para actuar en su nombre. 
Otra de las tareas del ármaðr de un obispo era la recaudación de las multas que se le debían al obispo. Los ármenn del rey también pudieron haber recaudado impuestos y otros ingresos en su nombre. Otra responsabilidad asignada al ármaðr era la construcción de edificios para el rey, una tarea que anteriormente pudo haber sido realizada por granjeros locales. Es posible que haya habido un ármaðr por cada fylki (territorios) en Noruega. Uno de los deberes de un ármaðr de cada fylki era cercar el Consejo de la Ley (lögrétta) con cuerdas limítrofes (vébönd) durante las asambleas.
El ármaðr, junto con los lendir menn, era responsable de enviar una citación para la leva y reunirse para la guerra. A los ármenn no se les permitía asistir a los juicios en una asamblea (thing), aunque podían ser representados por delegados (nefndarmenn). El ármaðr demuestra que también la influencia del rey tenía un límite. Así, los campesinos tenían el derecho legal de reaccionar contra el abuso de poder del ármaðr así como derecho a recibir colectivamente la multa que debía pagar. El papel de un ármaðr no estaba exento de riesgos; el Gulating contemplaba que si uno de ellos era matado, el homicida debía pagar a la corona 15 marcos por él como sanción.
Durante los siglos XIV y XV, los ármenn fueron reemplazados gradualmente por los alguaciles (sýslumenn) de mayor rango y más estimados, y por los decanos (provaster) para los asuntos eclesiásticos. El cargo había desaparecido por completo en el siglo XVI.